# آغ‌دره (اردوباد)
آغ‌دره (به لاتین: Ağdərə) یک منطقه مسکونی در جمهوری آذربایجان است که در شهرستان اردوباد واقع شده‌است.